# (13437) Wellton-Persson
(13437) Wellton-Persson est un astéroïde de la ceinture principale.

## Description
(13437) Wellton-Persson est un astéroïde de la ceinture principale. Il fut découvert le 28 novembre 1999 à l'observatoire Kvistaberg par le programme Uppsala-DLR Asteroid Survey. Il présente une orbite caractérisée par un demi-grand axe de 2,35 UA, une excentricité de 0,09 et une inclinaison de 1,5° par rapport à l'écliptique.

## Compléments